# Copa do Nordeste 2003
La Copa do Nordeste 2003 è stata l'8ª edizione della Copa do Nordeste.

## Partecipanti
| Stato               | Squadra (Città)                        |
| ------------------- | -------------------------------------- |
| Alagoas             | Corinthians Alagoano (Maceió)          |
| Alagoas             | CRB (Maceió)                           |
| Alagoas             | CSA (Maceió)                           |
| Bahia               | Fluminense de Feira (Feira de Santana) |
| Bahia               | Palmeiras Nordeste (Feira de Santana)  |
| Bahia               | Vitória (Salvador)                     |
| Ceará               | Ceará (Fortaleza)                      |
| Paraíba             | Botafogo-PB (João Pessoa)              |
| Paraíba             | Treze (Campina Grande)                 |
| Rio Grande do Norte | ABC (Natal)                            |
| Rio Grande do Norte | América-RN (Natal)                     |
| Sergipe             | Sergipe (Aracaju)                      |

## Formato
Il torneo si disputa con la formula a eliminazione diretta. Il primo turno e i quarti di finale verranno disputati in gara unica mentre, a partire dalle semifinali, gli incontri saranno andata e ritorno. In finale, nel caso il risultato complessivo del doppio scontro dovesse essere di parità, verrà considerata vincitrice la formazione col miglior cammino nel corso della competizione.

## Primo turno
| Squadra 1  | Risultato       | Squadra 2            |
| ---------- | --------------- | -------------------- |
| América-RN | 1 – 0           | Treze                |
| Ceará      | 1 – 0           | Corinthians Alagoano |
| Sergipe    | 2 – 0           | Palmeiras Nordeste   |
| ABC        | 0 – 0 (4-3 dtr) | Botafogo-PB          |

## Quarti di finale
| Squadra 1           | Risultato | Squadra 2  |
| ------------------- | --------- | ---------- |
| Vitória             | 4 – 0     | Sergipe    |
| ABC                 | 1 – 2     | América-RN |
| CRB                 | 2 – 3     | ABC        |
| Fluminense de Feira | 2 – 0     | Ceará      |

## Semifinali
| Squadra 1  | Totale      | Squadra 2           | Andata | Ritorno |
| ---------- | ----------- | ------------------- | ------ | ------- |
| ABC        | 2 – 2 (gfc) | Fluminense de Feira | 2 – 1  | 0 – 1   |
| América-RN | 2 – 4       | Vitória             | 0 – 1  | 2 – 3   |

## Finale
| Squadra 1           | Totale | Squadra 2 | Andata | Ritorno |
| ------------------- | ------ | --------- | ------ | ------- |
| Fluminense de Feira | 1 – 1  | Vitória   | 1 – 1  | 0 – 0   |

- Il Vitória viene considerato campione in virtù del miglior cammino fatto nel corso della competizione (11 punti totali, a fronte degli 8 del Fluminense de Feira).